# Premio al mejor Baloncestista Masculino del Año de la Big South Conference
El Premio al mejor Baloncestista Masculino del Año de la Big South Conference (en inglés, Big South Conference Conference Men's Basketball Player of the Year) es un galardón que otorga la Big South Conference al jugador de baloncesto masculino más destacado del año. El premio fue entregado por primera vez en la temporada 1985–86, el primer año en que la conferencia compitió en baloncesto.
El ganador más notable del premio fue Tony Dunkin de Coastal Carolina Chanticleers, que recibió el galardón en sus cuatro temporadas universitarias desde 1990 hasta 1993. Dunkin es el único baloncestista masculino de la División I de la NCAA en ganar cuatro premios al mejor jugador de la conferencia.
Coastal Carolina es la universidad con más vencedores con nueve. Winthrop  y UNC Asheville le sigue con seis. De los actuales miembros de la Big South, Gardner–Webb, Hampton, Longwood, Presbyterian y USC Upstate no cuentan con galardonados.

## Ganadores

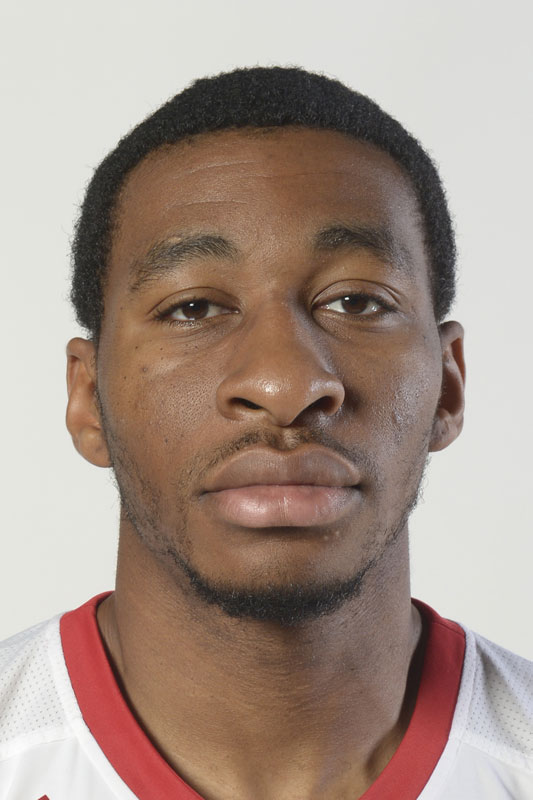
Stan Okoye de VMI ganó el premio en 2012–13.

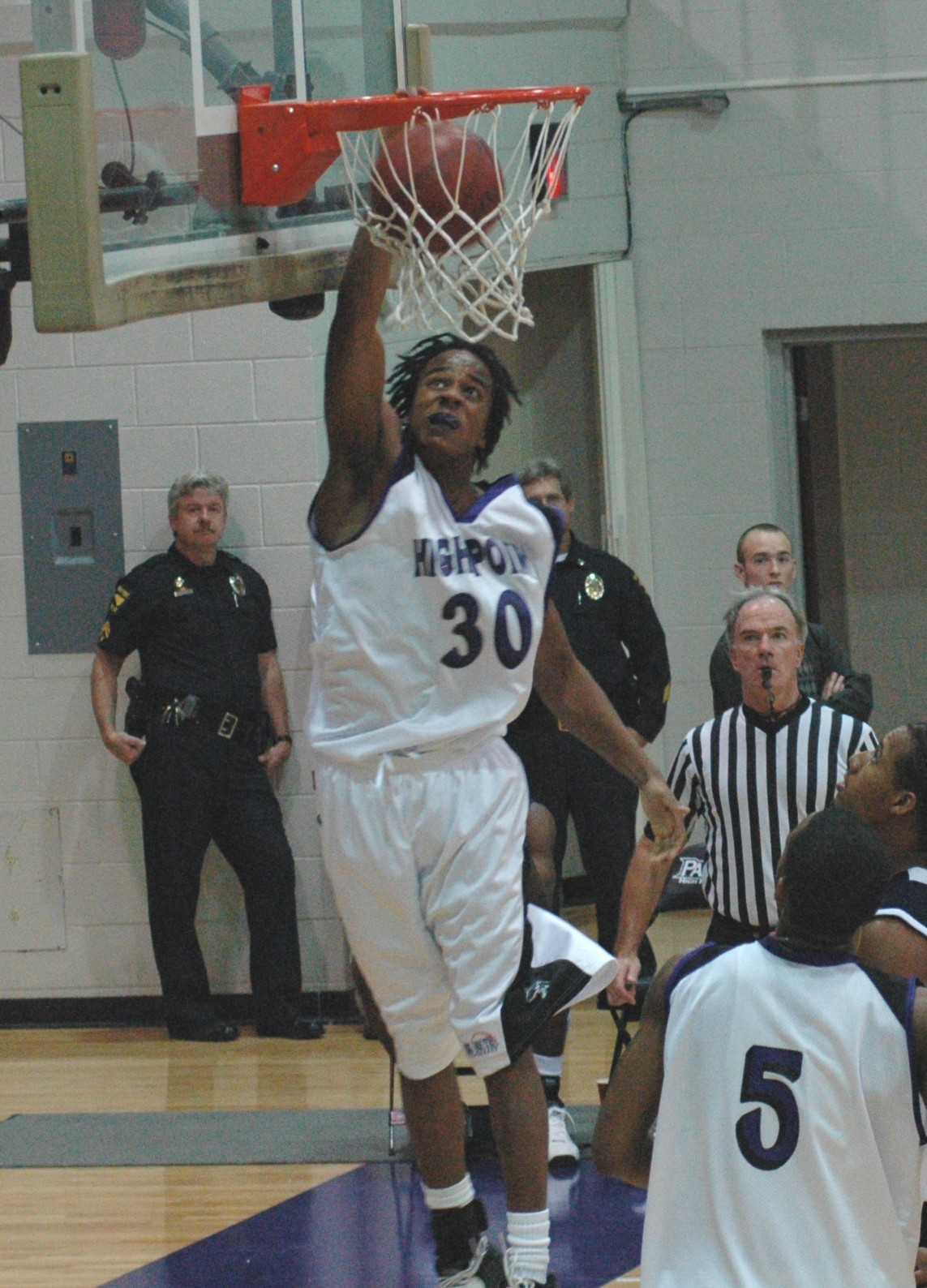
Arizona Reid de High Point logró más de 2.000 puntos y 1000 rebotes en su carrera.

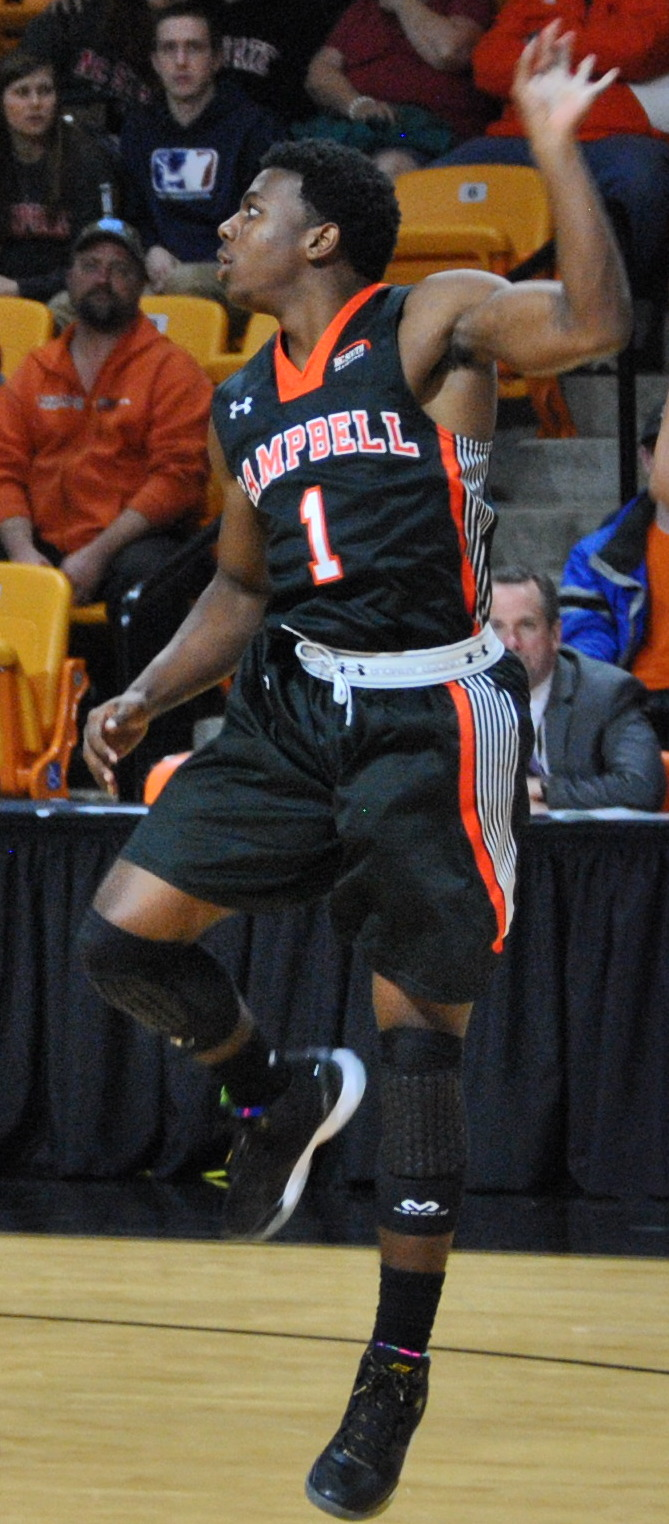
Chris Clemons de Campbell ganó en 2018–19 liderando además el país en anotación.

| †           | Co-Jugadores del Año                                                                                                |
| *           | Ganador del premio al mejor universitario del año: el Naismith College Player of the Year o el John R. Wooden Award |
| Jugador (X) | Denota el número de veces que ha conseguido el galardón                                                             |

| Temporada | Jugador                 | Universidad         | Posición        | Curso     |
| --------- | ----------------------- | ------------------- | --------------- | --------- |
| 1985–86   | Fred McKinnon           | Winthrop            | Alero           | Senior    |
| 1986–87   | Clarence Grier          | Campbell            | Alero           | Senior    |
| 1987–88   | Derek Wilson            | Coastal Carolina    | Alero           | Junior    |
| 1988–89   | Henry Wilson            | Campbell            | Pívot           | Senior    |
| 1989–90   | Tony Dunkin             | Coastal Carolina    | Alero           | Freshman  |
| 1990–91   | Tony Dunkin (2)         | Coastal Carolina    | Alero           | Sophomore |
| 1991–92   | Tony Dunkin (3)         | Coastal Carolina    | Alero           | Junior    |
| 1992–93   | Tony Dunkin (4)         | Coastal Carolina    | Alero           | Senior    |
| 1993–94   | Joe Spinks              | Campbell            | Ala-Pívot       | Senior    |
| 1994–95   | Eric Burks              | Charleston Southern | Escolta         | Junior    |
| 1995–96   | T. L. Latson            | Charleston Southern | Alero           | Senior    |
| 1996–97   | Joshua Pittman          | UNC Asheville       | Escolta / Alero | Junior    |
| 1997–98   | Joshua Pittman (2)      | UNC Asheville       | Escolta / Alero | Senior    |
| 1998–99   | Kevin Martin            | UNC Asheville       | Alero           | Senior    |
| 1999–00   | Jason Williams          | Radford             | Alero           | Junior    |
| 2000–01   | Torrey Butler           | Coastal Carolina    | Escolta         | Sophomore |
| 2001–02   | Greg Lewis              | Winthrop            | Ala-Pívot       | Senior    |
| 2002–03   | Torrey Butler (2)       | Coastal Carolina    | Escolta         | Senior    |
| 2003–04   | Danny Gathings          | High Point          | Ala-Pívot       | Junior    |
| 2004–05   | Pele Paelay             | Coastal Carolina    | Base / Escolta  | Junior    |
| 2005–06   | Jack Leasure            | Coastal Carolina    | Base / Escolta  | Sophomore |
| 2006–07   | Arizona Reid            | High Point          | Ala-Pívot       | Junior    |
| 2007–08   | Arizona Reid (2)        | High Point          | Ala-Pívot       | Senior    |
| 2008–09   | Artsiom Parakhouski     | Radford             | Pívot           | Junior    |
| 2009–10   | Artsiom Parakhouski (2) | Radford             | Pívot           | Senior    |
| 2010–11   | Jesse Sanders           | Liberty             | Base            | Junior    |
| 2011–12   | Matt Dickey             | UNC Asheville       | Base            | Senior    |
| 2012–13   | Stan Okoye              | VMI                 | Ala-Pívot       | Senior    |
| 2013–14   | John Brown              | High Point          | Ala-pívot       | Sophomore |
| 2014–15   | Saah Nimley             | Charleston Southern | Base            | Senior    |
| 2015–16   | John Brown (2)          | High Point          | Ala-pívot       | Senior    |
| 2016–17   | Keon Johnson            | Winthrop            | Base            | Senior    |
| 2017–18   | Xavier Cooks            | Winthrop            | Base / Escolta  | Senior    |
| 2018–19   | Chris Clemons           | Campbell            | Base            | Senior    |
| 2019–20   | Carlik Jones            | Radford             | Base            | Junior    |
| 2020–21   | Chandler Vaudrin        | Winthrop            | Base/Escolta    | Senior    |
| 2021–22   | D. J. Burns             | Winthrop            | Alero           | Junior    |
| 2022–23   | Drew Pember             | UNC Asheville       | Alero           | Senior    |
| 2023–24   | Drew Pember (2)         | UNC Asheville       | Alero           | Graduado  |
| 2024–25   | Taje' Kelly             | Charleston Southern | Ala-Pívot       | Senior    |

## Ganadores por universidad
| Universidad (en Big South desde)   | Premios | Años                                                 |
| ---------------------------------- | ------- | ---------------------------------------------------- |
| Coastal Carolina (1983)            | 9       | 1988, 1990, 1991, 1992, 1993, 2001, 2003, 2005, 2006 |
| Winthrop (1983)                    | 6       | 1986, 2002, 2017, 2018, 2021, 2022                   |
| UNC Asheville (1984)               | 6       | 1997, 1998, 1999, 2012, 2023, 2024                   |
| High Point (1999)                  | 5       | 2004, 2007, 2008, 2014, 2016                         |
| Campbell (1983/2011)               | 4       | 1987, 1989, 1994, 2019                               |
| Radford (1983)                     | 4       | 2000, 2009, 2010, 2020                               |
| Charleston Southern (1983)         | 4       | 1995, 1996, 2015, 2025                               |
| Liberty (1991)                     | 1       | 2011                                                 |
| Virginia Military Institute (2003) | 1       | 2013                                                 |
| Gardner–Webb (2008)                | 0       | —                                                    |
| Hampton (2018)                     | 0       | —                                                    |
| Longwood (2012)                    | 0       | —                                                    |
| North Carolina A&T (2021)          | 0       | —                                                    |
| Presbyterian (2007)                | 0       | —                                                    |
| USC Upstate (2018)                 | 0       | —                                                    |